# 威廉·罗彻
威廉·帕特里克·罗彻（William Patrick Roache，1932年4月25日—）是一位英国演员。自1960年12月9日加冕街首播以來，他一直扮演肯·巴羅這一角色，威廉·罗彻也是该剧中出演時間最长的演员，他也因數十年來都在加冕街中扮演肯·巴羅而並入選吉尼斯世界纪录，因為沒有人在電視劇中扮演某個角色的時間能超過他。 